# 마리나 시티
마리나 시티(영어: Marina City)는 미국 일리노이주 시카고에 위치하고 있다.

## 같이 보기
- 시카고의 마천루 목록